# 페데리카 이솔라
페데리카 이솔라(이탈리아어: Federica Isola, 1999년 9월 27일~)는 이탈리아의 펜싱 선수로 주 종목은 에페이다. 2019년 세계 선수권 대회와 2020년 하계 올림픽에서 단체전 동메달을 획득했다.